# Lycianthes neglecta
Lycianthes neglecta là loài thực vật có hoa trong họ Cà. Loài này được (Dunal) Lourteig mô tả khoa học đầu tiên năm 1813.